# پاندورا تی‌وی
پاندورا تی‌وی (انگلیسی: Pandora TV) شرکت فناوری اطلاعات کره‌ای است، که در سال ۲۰۰۴ تأسیس شد.